# Pilemia inarmata
Pilemia inarmata là một loài bọ cánh cứng trong họ Cerambycidae.